# José Augusto da Silva Messias
José Augusto da Silva Messias (Rio de Janeiro, 31 de maio de 1949) é um médico brasileiro.
Foi eleito membro da Academia Nacional de Medicina em 1998, ocupando a Cadeira 47, que tem Luís Pedro Barbosa como patrono.